# 롱 폴링
롱 폴링(Où va la nuit)은 2011년 개봉한 드라마 영화이다. 마르탱 프로보스트가 감독을 맡았다.

## 줄거리
벨기에 시골에서 폭력적이고 알코올 중독자인 남편에게 오랫동안 시달려온 로즈 메이어는 자신의 운명을 스스로 결정하기로 한다. 과거 자신의 차로 소녀를 치어 감옥에 갔다가 출소한 남편을 똑같이 차로 치어 살해한다. 이후 그녀는 16살 생일에 가족의 지옥에서 벗어난 동성애자 아들이 있는 브뤼셀로 향한다. 하지만 자유를 얻었다고 해서 죄책감이 사라지는 것은 아니며, 가족사는 복잡한 모순으로 가득 차 있다. 로즈는 새로운 삶에서 자신의 자리를 찾을 수 있을까?

## 출연

### 주연
- 욜랜드 모로
- 피에르 모레

### 조연
- 에디트 스코브
- 얀 하머넥커
- 로랑 카펠루토
- 로익 피숑
- 발렌티인 다에넨스
- 에릭 고돈

## 기타
- 각색: 마르탱 프로보스트
- 공동제작: 패트릭 퀴넷
- 협력프로듀서: 장 루이 리비
- 시각효과: 미카엘 탕기
- 배역: 브리짓 므와동